# Светослав (област Хасково)
Вижте пояснителната страница за други значения на Светослав.
 Тази статия е за селото в Област Хасково.  За другото българско село с това име вижте Светослав (Област Силистра).  За други значения вижте Светослав.
Светослав е село в Южна България. То се намира в община Стамболово, област Хасково.

## География
Село Светослав се намира в планински район.

## Други
Започва изграждане на вилно селище в село Светослав (община Стамболово).
Закупен е терен от 12 декара в селото за изграждане на вилно селище за селски туризъм. Изгражда се инфраструктурата на селото.